# Вестморланд (Њујорк)
Вестморланд (енгл. Westmoreland) насељено је место без административног статуса у америчкој савезној држави Њујорк.

## Демографија
По попису из 2010. године број становника је 427.
| Група             | 2000.    | 2010.       |
| Белци             | 0 (0,0%) | 398 (93,2%) |
| Афроамериканци    | 0 (0,0%) | 11 (2,6%)   |
| Азијати           | 0 (0,0%) | 5 (1,2%)    |
| Хиспаноамериканци | 0 (0,0%) | 5 (1,2%)    |
| Укупно            | 0        | 427         |